# Kristin Hannah
Kristin Hannah (Garden Grove, 25 september 1960) is een schrijfster uit Verenigde Staten van Amerika.
Ze werd geboren in Californië, en studeerde Communicatie aan de Universiteit van Washington. Daarna studeerde ze rechten aan de University of Puget Sound en werkte ze in Seattle totdat ze voltijd schrijver werd.
Ze schreef in haar studententijd een boek samen met haar moeder, dat echter nooit is uitgebracht.
In 2015 won Hannah de People's Choice award van de website GoodReads.

## Bestseller 60
| Boeken met noteringen in de Nederlandse Bestseller 60 | Jaar van verschijnen | Datum van binnenkomst | Hoogste positie | Aantal weken | Opmerkingen |
| ----------------------------------------------------- | -------------------- | --------------------- | --------------- | ------------ | ----------- |
| De nachtegaal                                         | 2015                 | 04-02-2015            | 28              | 18           |             |
| Verder van de sterren                                 | 2017                 | 01-03-2017            | 58              | 1            |             |
| De vergeten vrouwen                                   | 2024                 | 28-02-2024            | 36              | 3            |             |
| Als de wolven huilen                                  | 2024                 | 16-10-2024            | 4               | 45*          |             |
| De weg naar huis                                      | 2025                 | 12-03-2025            | 17              | 16           |             |
| Aan het einde van de wereld                           | 2025                 | 25-06-2025            | 11              | 9*           |             |
| De tijd van loslaten                                  | 2025                 | 20-08-2025            | 6               | 1*           |             |